# Santiago Mina Lorenzo
Santiago 'Santi' Mina Lorenzo (nascut el 7 de desembre de 1995) és un futbolista professional gallec que juga com a davanter.
Va passar la major part de la seva carrera al Celta, sumant 163 partits i 42 gols en dos períodes. Va jugar 268 partits i va marcar 63 gols a La Liga on també va representar al València CF, s'hi va transferir per 10 milions d'euros i hi va guanyar la Copa del Rei.
El 2022, Mina va ser condemnat a quatre anys de presó per un abús sexual comès cinc anys abans.

## Carrera esportiva
Nascut a Vigo, Mina va començar a jugar a futbol a les categories inferiors del Celta de Vigo, i va debutar en categories no juvenils amb el Celta de Vigo B la temporada 2012–13, a tercera divisió. El 5 de gener va signar un contracte professional amb el club, fins al 2018.
Mina va debutar amb el primer equip a La Liga el 16 de febrer de 2013, substituint Iago Aspas al minut 66 en un partit que acabà en derrota, fora de casa, per 1–3 contra el Getafe CF. Va marcar el seu primer gol al màxim nivell el 16 de setembre, tot i que el seu equip va perdre per 2–3 contra l'Athletic Club; amb només 17 anys, 9 mesos i 10 dies, va esdevenir el golejador més jove de la història pel Celta.
El juliol de 2015 el València CF va fitxar el jugador pagant la seva clàusula de rescissió, de 10 milions d'euros.
Després de cinc anys a Mestalla, Mina va retornar al Celta amb contracte per cinc anys, mentre Maxi Gómez feia el viatge en sentit contrari. La temporada 2020–21, va marcar 12 gols compartint davanter amb Iago Aspas, que en va fer 14; entre ells els dos gols de la victòria per 2–1 contra el Barça el 16 de maig que va acabar amb les aspiracions blaugranes al títol de lliga.

## Palmarès
València CF
- 1 Copa del Rei: 2018-19.

## Vida personal
El pare de Mina, també anomenat Santiago, també era futbolista. Va jugar com a defensa, a diversos clubs als anys 70 i 80, inclòs el Celta.
El desembre de 2019, Mina va ser acusat d'agressió sexual relacionada amb un incident a Mojácar dos anys abans. Ell i el seu presumpte còmplice, l'antic company del Celta David Goldar, van ser jutjats el març de 2022. El 4 de maig, Mina va ser condemnat a quatre anys de presó per abús sexual, sent declarat no culpable del delicte més greu per falta de violència; se'l va condemnar també a pagar una indemnització de 50.000 euros.
El jutge va considerar provat que la víctima havia tornat a la caravana dels futbolistes per passar la nit amb Goldar, quan Mina va entrar-hi despullat i va bloquejar la sortida. Després li va penetrar la boca amb els seus genitals i els seus genitals amb els dits, causant-li lesions. Tot i que el relat de la víctima era coherent, el testimoni de la Mina variava i era diferent al de Goldar. Després de la seva condemna, va ser desterrat del Celta pel president del club Carlos Mouriño, tot i que després el va reintegrar a la formació com a treballador remunerat fins a la finalització del procés d'apel·lació.